# Алиева, Разия
Разия Алиева (азерб. Raziyyə Əliyeva; род. 29 августа 2002) — азербайджанская волейболистка. Связующая. Игрок ЖВК «DH Volley» и сборной Азербайджана.

## Карьера
Родилась 29 августа 2002 года.
С 2019 года выступала за «Абшерон». В сезоне 2021/2022 выиграла с клубом чемпионат Азербайджана. 
С сезона 2022/23 выступала за «Азеррейл».
В сезоне 2022/23, 2023/24 и 2024/2025 выиграла чемпионат с «Азеррейл».
По итогам сезона 2023/24 получила звание самого молодого и перспективного игрока года.
В июне 2025 года перешла в «DH Volley».
Участвует в Золотой Евролиге.